# Resolutie 391 Veiligheidsraad Verenigde Naties
Resolutie 391 van de Veiligheidsraad van de Verenigde Naties werd aangenomen op 15 juni 1976. Dertien leden van de Raad stemden voor en twee leden — Benin en China — namen niet deel aan de stemming.

## Achtergrond
De UNFICYP-vredesmacht werd in 1964 door de VN op Cyprus gestationeerd. Midden jaren 1970 liepen de spanningen opnieuw hoog op en de vredesmacht werd keer op keer opnieuw verlengd.

## Inhoud
De Veiligheidsraad:
- Maakt op uit het rapport van de Secretaris-Generaal dat de aanwezigheid van de VN-vredesmacht in Cyprus vereist blijft.
- Maakt uit het rapport ook de omstandigheden op het eiland op.
- Maakt ook op dat de bewegingsvrijheid van de vredesmacht beperkt is in het noordelijke deel van het eiland en hoopt dat de discussies dit snel oplossen.
- Merkt in het rapport het standpunt op dat de beste weg naar een duurzaam akkoord de onderhandelingen zijn waarvan het succes afhangt van de wil van de partijen die ook rekening moeten houden met de ander.
- Is bezorgd over acties die de spanningen doen oplopen.
- Benadrukt dat de vorige akkoorden nageleefd moeten worden.
- Merkt ook de overeenstemming tussen de partijen op om de vredesmacht zes maanden te verlengen.
- Merkt op dat de Cypriotische overheid akkoord is om de vredesmacht na 15 juni te behouden.

1. Herbevestigt resolutie 186 en volgende.
2. Herbevestigt wederom resolutie 365 en ook 367.
3. Dringt erop aan dat de partijen geen handelingen stellen die de onderhandelingen kunnen tegenwerken en te blijven samenwerken om de doelstellingen van de Veiligheidsraad te bereiken.
4. Verlengt de VN-vredesmacht nogmaals tot 15 december 1976.
5. Doet nogmaals een oproep aan de betrokkenen om voluit samen te werken met de vredesmacht.
6. Vraagt de Secretaris-Generaal zijn missie voort te zetten, de Veiligheidsraad op de hoogte te houden en tegen 30 oktober te rapporteren over de uitvoering van deze resolutie.

## Verwante resoluties
- Resolutie 370 Veiligheidsraad Verenigde Naties
- Resolutie 383 Veiligheidsraad Verenigde Naties
- Resolutie 395 Veiligheidsraad Verenigde Naties
- Resolutie 401 Veiligheidsraad Verenigde Naties

Lijst ·  385 ·  386 ·  387 ·  388 ·  389 ·  390 ·  391 ·  392 ·  393 ·  394 ·  395 ·  396 ·  397 ·  398 ·  399 ·  400 ·  401 ·  402